# Голики (Іллінці)
Голики  — місцевість (мікрорайон) у східній частині міста Іллінці; колишнє село Іллінецького району Вінницької області, адміністративний центр сільської ради.

## Походження назви
Згадується у XIX столітті як околиця містечка Іллінці (Линці). За містом розселялися бідняки, голота-голяки. Звідти і пішла назва.

## Історія
У XVIII столітті — передмістя Іллінців.
Станом на 1972 рік — село, центр Голицької сільської ради, лежить на правому березі річки Собі, за 2 км від районного центру, за 17 км від залізничної станції Липовець. Населення — 1338 чоловік. Сільраді підпорядковані села Паріївка і Райки.
За місцевим колгоспом ім. XX з'їзду КПРС закріплено 2418 га землі, у тому числі 1731 га орної. Господарство — багатогалузеве. Є поклади каоліну та будівельної глини. Працюють середня школа, бібліотека, фельдшерсько-акушерський пункт. Виходить колгоспна багатотиражна газета «Вперед». На околиці Голиків збереглися скіфські кургани.
22 травня 1986 року, відповідно до рішення виконавчого комітету Вінницької обласної ради, село включене до складу селища міського типу Іллінці Вінницької області.

## Сучасність
На території мікрорайону Голики, зараз працює дитячий садок «Малятко», низка підприємств малого бізнесу.
Колишнє фермерське господарство «Світанок» — ліквідоване, на його місці планується будівництво комбінату хлібопродуктів компанії Люстдорф. 9 жовтня 2019 року, на території запрацювали сучасні очисні споруди закритого типу, збудовані за німецьким проектом, для потреб компанії Люстдорф.

## Відомі люди
- Плахотник Мотрона Юхимівна (1904—1986) — голова місцевого колгоспу, Герой Соціалістичної Праці.